# 阿尔陶塞湖
阿尔陶塞湖（德語：或）是奥地利萨尔茨卡默古特境内隶属施泰尔马克部分的山湖，地处托特斯山脈西南麓，海拔712米。其西岸即市镇阿尔陶塞的地方中心。特劳恩河流经此处，并最终汇入多瑙河。湖岸连同周边的湿地大多处于未开发状态，为多种动植物提供了良好的栖息地，因此自1959年以来便被纳入自然保护区。阿尔陶塞湖归奥地利联邦森林局管辖，并因其优美的景色而成为广受欢迎的游览地。

## 地理
阿尔陶塞湖呈马蹄状铺展，四周为托特斯山脈的群山所环绕。其北面是海拔1873米的洛泽峰，以陡峭的侧坡与湖岸相连；东面是带有600米高独特陡崖、海拔1754米的特里瑟尔万德峰。在东北岸的草甸旁，有一个冰川槽谷由霍赫克拉普夫鞍部延伸至托特斯山高原。湖泊的南部与特雷森施泰因峰相接；向西则是奥塞尔盆地中具有丘陵地貌的阿尔陶塞居民点。北岸多岩石且陡峭，其余部分则多砾石且大致未开发。湖面由西南偏西向东北偏东延伸，全长2.6千米，最大宽度为1千米。其表面积约2.1平方千米，平均深度35米。除东北侧外，湖槽均为陡峭的坡面。直至水深约40米处，坡度才逐渐减缓，并扩展为面积相对较大、最大深度为53米的土壤层。湖泊的最深处是北岸附近的一个漏斗形泉眼，深度为73米。湖泊蓄水量为7270万立方米。
阿尔陶塞湖可以通过L702号阿尔陶塞公路抵达。湖滨周边设有全长7.5千米的环湖步道。

## 水文

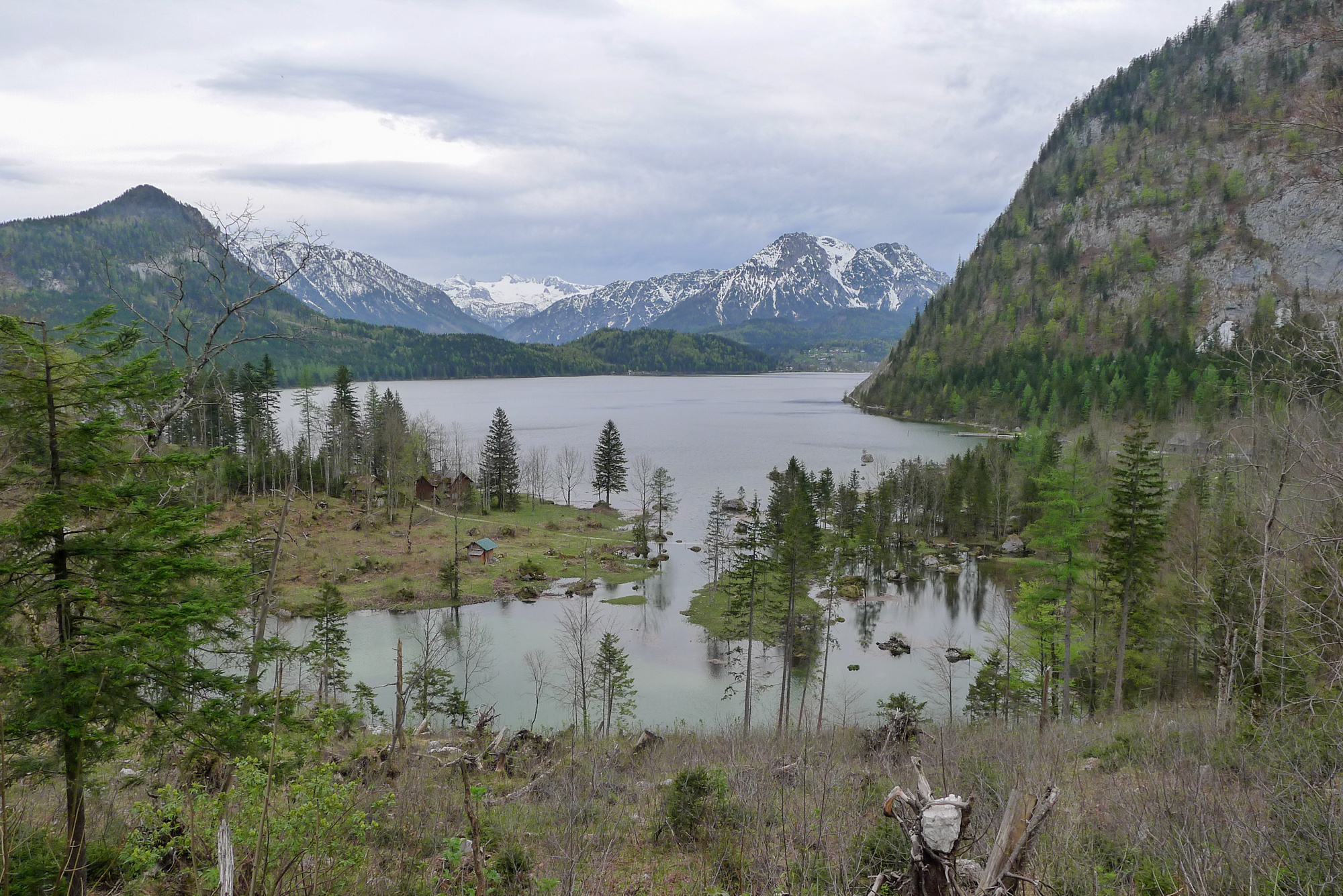
湖水涨潮时，草甸被淹没（2012年4月）

阿尔陶塞湖的水文流域总面积为54平方公里，全部位于托特斯山脈内。湖水主要由湖底的岩溶泉供给，它们是从岩屑和地下的岩缝中流出。这些侵入性泉水的的平均涌出总量为每秒3750升；湖岸旁几个小规模漏斗形泉眼的涌出量约为每秒20升。阿尔陶塞湖同样具有岩溶泉典型的涌出波动。东北部奥斯特湖的一个小型死冰洞被地下水填满，它与阿尔陶塞湖的水位相对应。特劳恩河在西南侧的湖堰旁离开湖泊向外伸展，那里设有一座桥梁横跨出水口。其河道位于普拉滕科格尔峰的岩石屏障与截流湖泊的奥古斯特溪冲积扇之间。
最初，奥古斯特溪是从湖泊出水口以北250米处注入阿尔陶塞湖。但溪流的河床于1530年之前被人为地迁移，于是奥古斯特溪自此改从阿尔陶塞湖的西侧流过，直至出水口下方150米处再汇入特劳恩河。它之所以被改道，是为了避免当时盐矿的含盐水分反复通过这条溪流进入湖中。
经过长时间强降雨后，在湖岸草甸区域还可以观察到名为“利亚根”（die Liagern）的岩溶水文现象，这种现象是由两个不同高度的洞穴入口造成的。在这里，大量的水体聚集在洛泽峰陡壁中部的一个洞穴中。由此产生的正压会使大量水流以高弧度洒向利亚根洞穴的洞口。这个过程仅持续约一小时就会中断，期间的流量可达每秒3000升。仍在陡壁区域的瀑布会化作山涧落入湖中，再加上强烈的地下给水量，将导致湖面水位在短短12个小时内上升60厘米。

## 地质

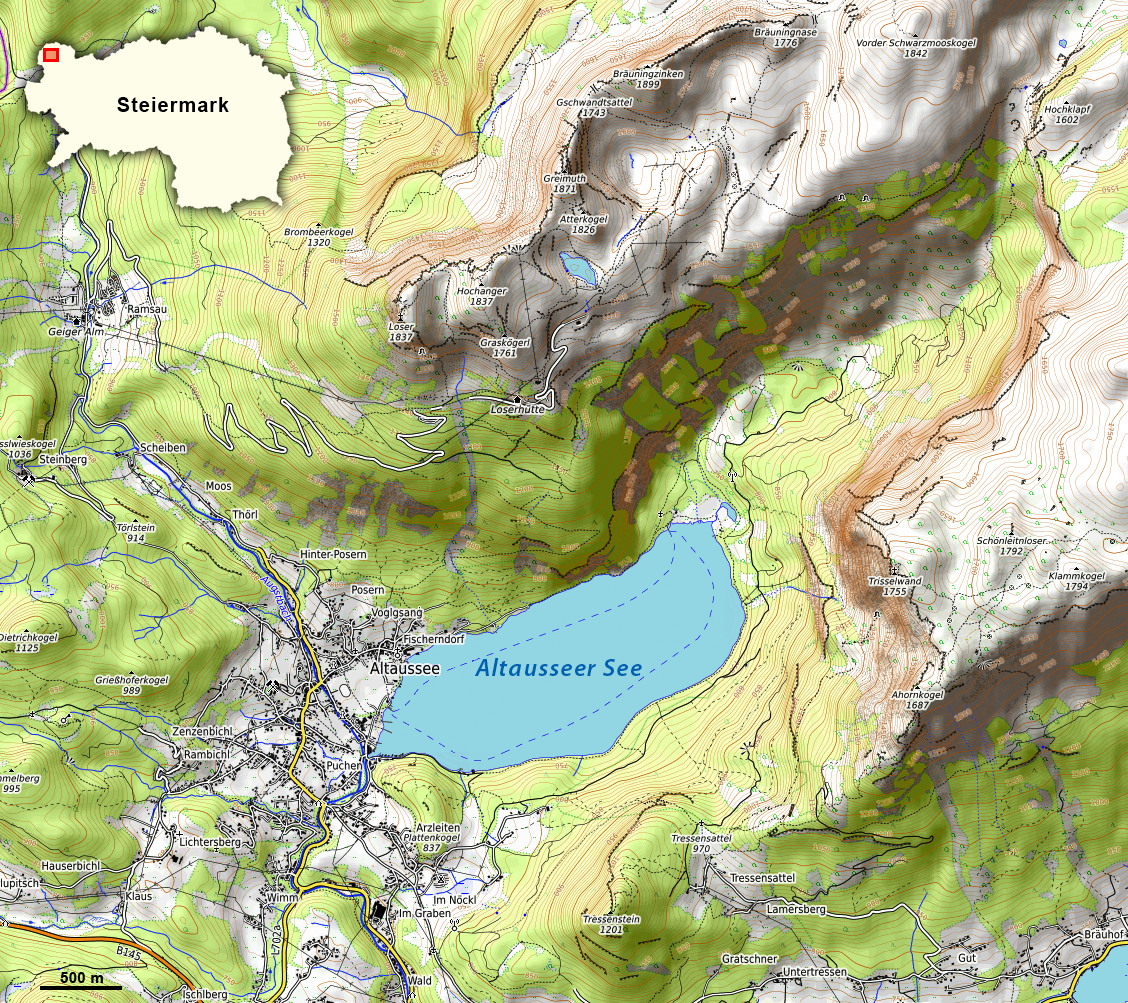
阿尔陶塞湖地形图。东北部的冰川槽谷清晰可见

### 构造
阿尔陶塞湖地处托特斯山脉推覆体（蒂罗尔推覆带）的西南缘，因此是北石灰岩山脉的组成部分。该推覆体主要由中生代的石灰岩以及三叠纪和侏罗纪的白云岩构成。托特斯山脉的西部是申贝格山群，它与普里尔山群是以地质学上确定的深层侵蚀沟作分野。这条断层带被称为韦尔登湖线（Wildenseelinie），从阿尔陶塞湖穿过霍赫克拉普夫扎特尔一直延伸至韦尔登湖，再经由林讷博登到奥芬湖。洛泽峰的基底由达赫施泰因石灰岩构成，普拉滕科格尔峰则由佩达塔石灰岩或白云质灰岩发育而成；两种岩石均沉积于三叠纪。上阿尔姆岩层与特雷森施泰因岩层构成了特里瑟尔万德峰和特雷森施泰因峰的基础，并发育自侏罗纪。在阿尔陶塞湖周边仍然有冰川终碛和侧碛的残存物。

### 原有的冰川化及形成
在冰河时期，阿尔陶塞冰川从托特斯山脈的高原流经奥塞盆地，再流向巴特戈伊瑟恩附近的特劳恩冰川。冰川的作用在山谷中形成了极深的阿尔陶塞湖盆。至大约16000年前，冰川又发生了一次强劲的推移，再度填满了舌状盆地并使其初具如今的形态。与深度湖盆融冰的同时，在冰体边缘形成了第一个湖泊。阿尔陶塞湖盆地周边由岩屑构成的高崖正好表明了冰体在湖盆所处的这个阶段。冰层最终消失后，冲积扇将自身调整到如今的湖面高度。湖区面积最初可能更大，可经由湖岸草甸一直延伸至奥斯特湖。在后冰河时期，湖盆由于淤积而不断改变其形状，并将在数万年后再次消失。

## 气候

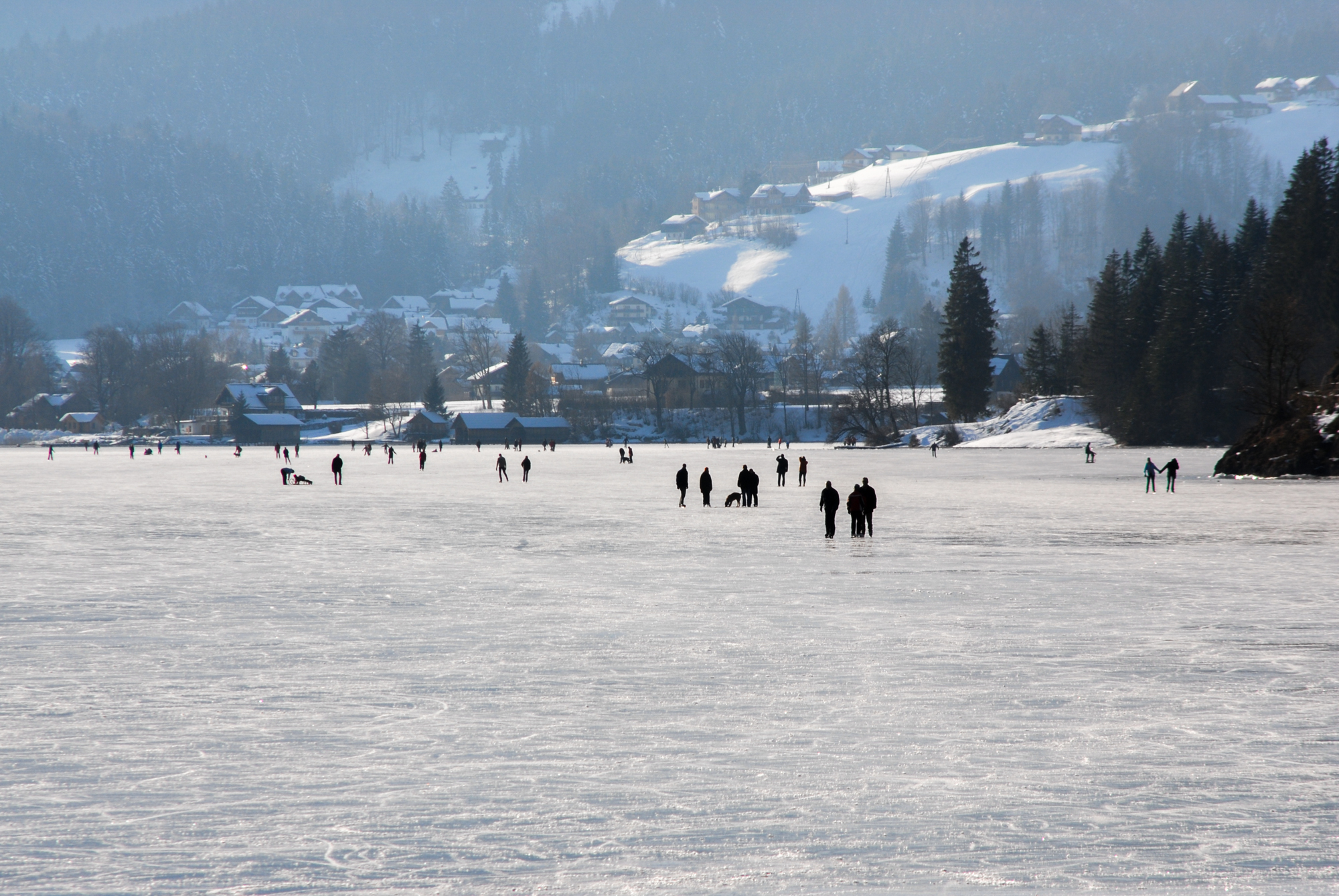
湖水在冬季通常完全冻结

气候数据体现了北石灰岩山脉典型的温度和降水分布：夏季凉爽且降水丰富，尤以7月的16.2°C和220毫米为最高值；冬季雨量较低，1月最低气温为-2.2°C。从12月至1月的降水量是第二高值。全年降雨总量为2041毫米，年平均气温为7.1°C。由于托特斯山脉边缘常有云层堆积，故而申贝格山群地区的降水量高于平均水平。通过与托特斯山脉南侧巴特米滕多夫（海拔803米）1222毫米的全年降雨总量相比较，可以清楚看出托特斯山脉在与湖面近似高度和间距仅12千米的屏障效应。在3千米外的巴特奧塞，冬季积雪的持续时间约为126天。
| 阿尔陶塞湖                                                                                                   | 阿尔陶塞湖  | 阿尔陶塞湖  | 阿尔陶塞湖 | 阿尔陶塞湖 | 阿尔陶塞湖  | 阿尔陶塞湖  | 阿尔陶塞湖  | 阿尔陶塞湖  | 阿尔陶塞湖  | 阿尔陶塞湖 | 阿尔陶塞湖 | 阿尔陶塞湖  | 阿尔陶塞湖 |
| 月份 | 1月         | 2月         | 3月        | 4月        | 5月         | 6月         | 7月         | 8月         | 9月         | 10月       | 11月       | 12月        | 全年       |
| --- | ----------- | ----------- | ---------- | ---------- | ----------- | ----------- | ----------- | ----------- | ----------- | ---------- | ---------- | ----------- | ---------- |
| 日均气温 °C（°F）                                                                                            | −2.2 (28.0) | −1.4 (29.5) | 1.9 (35.4) | 6.5 (43.7) | 11.3 (52.3) | 14.8 (58.6) | 16.2 (61.2) | 15.9 (60.6) | 11.7 (53.1) | 7.8 (46.0) | 2.9 (37.2) | −0.9 (30.4) | 7.1 (44.8) |
| 平均降水量 mm（）                                                                                            | 194 (7.6)   | 147 (5.8)   | 173 (6.8)  | 102 (4.0)  | 191 (7.5)   | 202 (8.0)   | 220 (8.7)   | 193 (7.6)   | 185 (7.3)   | 148 (5.8)  | 119 (4.7)  | 167 (6.6)   | 170 (6.7)  |
| 来源：Hydrographischer Dienst Steiermark, Amt der steiermärkischen Landesregierung, Daten von 1998 bis 2019. |             |             |            |            |             |             |             |             |             |            |            |             |            |

## 湖沼
阿尔陶塞湖是一个双对流混合湖。在冰雪消融的春季，水体混合并将富含氧气的水分带入深渊。在夏季的半年中，形成了一个明显的跳跃层，只有表面升温；在秋季，则重新开始混合，然后结冰。阿尔陶塞湖存在严格的分层条件。表温层的厚度非常小，约为两米；变温层位于约五米的深度。温度类似的匀温层则形成于十米之下。变温层之所以性质明显，是因为湖泊处在相对避风的位置，且只有缓和的水流。春季环流后不久，水面温度开始上升，8月的常年水面温度可达16.3°C。另一方面，在2000年至2006年期间，8月的平均气温为18.4°C，较往年高出近2°C。迄今为止最高的水温是21.8 °C，于2003年夏季录得。在15米深度以下，平均温度为4.6 °C。即便是在夏季停滞期，均温层的平均温度也仅会上升0.3 °C。阿尔陶塞湖一年平均有57天被冰层覆盖。
该湖的营养物质含量低，因此属于贫瘠湖。由于浮游植物和藻类生长都较少，其夏季的平均能见度深达8.9米。

## 植物及植被

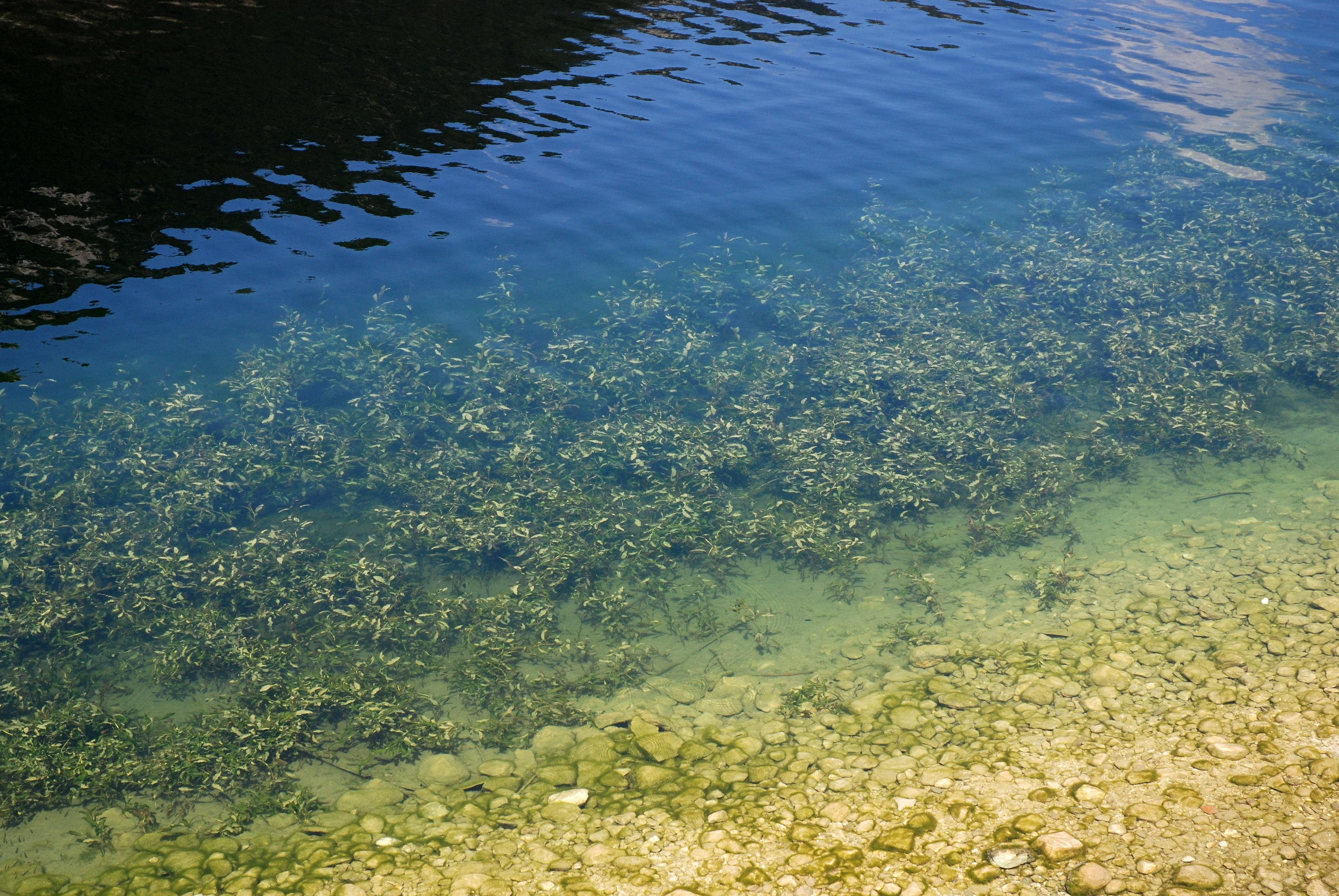
光叶眼子菜是湖内常见的水生植物

岸坡上的潜在自然植被是云杉-冷杉-山毛榉林。几个世纪以来，由于云杉因用作盐田的柴火而被砍伐，冷杉和山毛榉也遭到大面积毁灭或流失。欧石楠-赤松林（Erico-Pinetum）只在岸上最干燥、最多岩的地方才会繁茂生长。湖岸草甸是由割草和放牧场形成的无树区域，长有多年生的高亚灌木丛，如旋果蚊子草、假面飞廉和欧洲乌头等。5月下旬，许多半花水仙会在狩猎小屋周围的草地上盛开。非常稀有的松叶毛茛则生长在草甸的湖岸边上——在奥地利，它们仅分布于阿尔陶塞湖岸和博登湖岸。在湖岸腹壁石林极其干燥、陡峭和向南裸露的斜坡上，生长有高山翅果，这是奥地利罕见的高山葛缕子列当（Orobanche laserpitii-sileris）唯一的宿主。这种专性寄生物仅在湿润的年份才会开花。
在阿尔陶塞湖近岸的浅水区，有广泛生长的光叶眼子菜、高山眼子菜、篦齿眼子菜、细叶眼子菜和毛柄水毛茛。禾叶眼子菜仅在北岸的芦苇丛中局部生长，而角果藻则多见于教堂附近的湖岸。此外，原奥古斯特溪冲积扇上密集的轮藻草坪尤为引人注目。

## 动物
阿尔陶塞湖的鱼群包括以下种类：江鳕、欧鲢、真鱥、河鲈、湖鳟和北极红点鲑。其中河鲈并非该湖的原生物种。常见的鸭嘴无齿蚌零星分布在原奥古斯特溪冲积扇上。绿胶盘菌（Ophrydium versatile）也较为常见。
该地区已发现约六种水禽。除了繁多的骨顶鸡、 疣鼻天鹅、绿头鸭和凤头潜鸭等留鸟外，还有凤头鸊鷉等繁殖鸟。大白鹭同样会在湖畔栖息。

## 保育

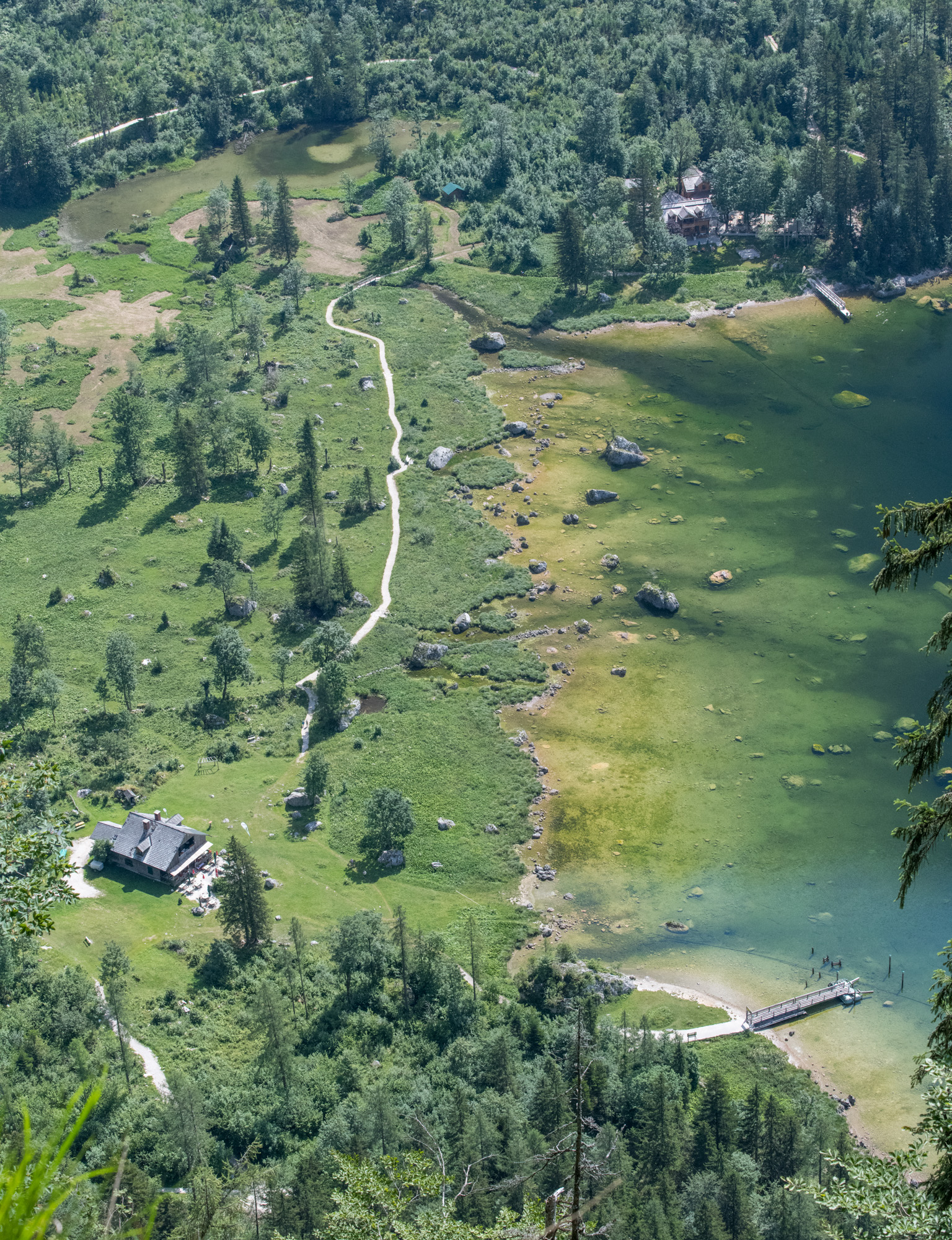
湖岸草甸的浅水区是幼鱼的重要栖息地

湖岸未经开发的大片湿地与树木繁茂的陡坡相连，为许多动植物物种提供了栖息地，该地区自1959年以来一直是自然保护区。阿尔陶塞湖自然保护区（编号NSG-a03）占地242公顷，涵盖高度一直延伸至海拔1600米以上。2006年，根据《栖息地指令》和《鸟类指令》，欧洲第35号自然保护区——托特斯山脉连阿尔陶塞湖欧洲自然保护区被纳入Natura 2000网络的组成部分。

## 经济

### 渔业
阿尔陶塞的第一份湖泊捕鱼的书面记录可以追溯至13世纪。在阿尔陶塞，渔业最早是由普夫林德斯贝格领地的领主控制，并仅委托菲舍尔多夫的极个别居民进行捕捞，这部分居民便因此而获得了捕鱼权。渔业可能是通过行会进行规管，正如菲舍尔多夫的地名（德語：Fischerndorf，意指“渔村”）所体现的那样。渔获份额则是根据符合条件的农民所拥有的土地面积来分配。在阿尔陶塞，捕鱼权是世袭的。湖泊归奥地利联邦森林局所有，但渔民的权利已登记在地籍簿中，并由当地家庭世代持有。时至今日，湖泊捕鱼仍在职业化地开展。阿尔陶塞湖以其尤为肥硕的红点鲑和鳟鱼而闻名。北极红点鲑约占湖泊捕捞总量的90%。在浅水区，湖堰附近的流动水是湖鳟最重要的产卵场，其产卵期为10月至12月。为了防止鱼群迁徙至特劳恩河，渔民于产卵期会在桥下设置网栅。在东南岸的莱赫特小屋（Lechthütte）附近也有一个产卵庇护点，红点鲑会从10月至11月期间在约20米深的无泥砾石滩上产卵。为了提高红点鲑的数量，莱赫特的渔民会用网将一部分鱼群圈起，人为地剥卵受精，以便从中培育幼鱼。它们在夏季会被放归湖内。
河鲈本不是阿尔陶塞湖的原生物种，但于1980年代末进入湖中，原因尚不清楚。作为外来入侵鱼种，河鲈改变了这里的水域生态系统，并以真鱥和红点鲑的幼卵为食，对后两者的种群造成破坏。为了恢复生态平衡，当地正试图减少河鲈种群的数量。此外，由于河鲈会在沉入水中的云杉枝干上产卵，渔民还会打捞出枝干来捣毁鱼卵。

### 航运

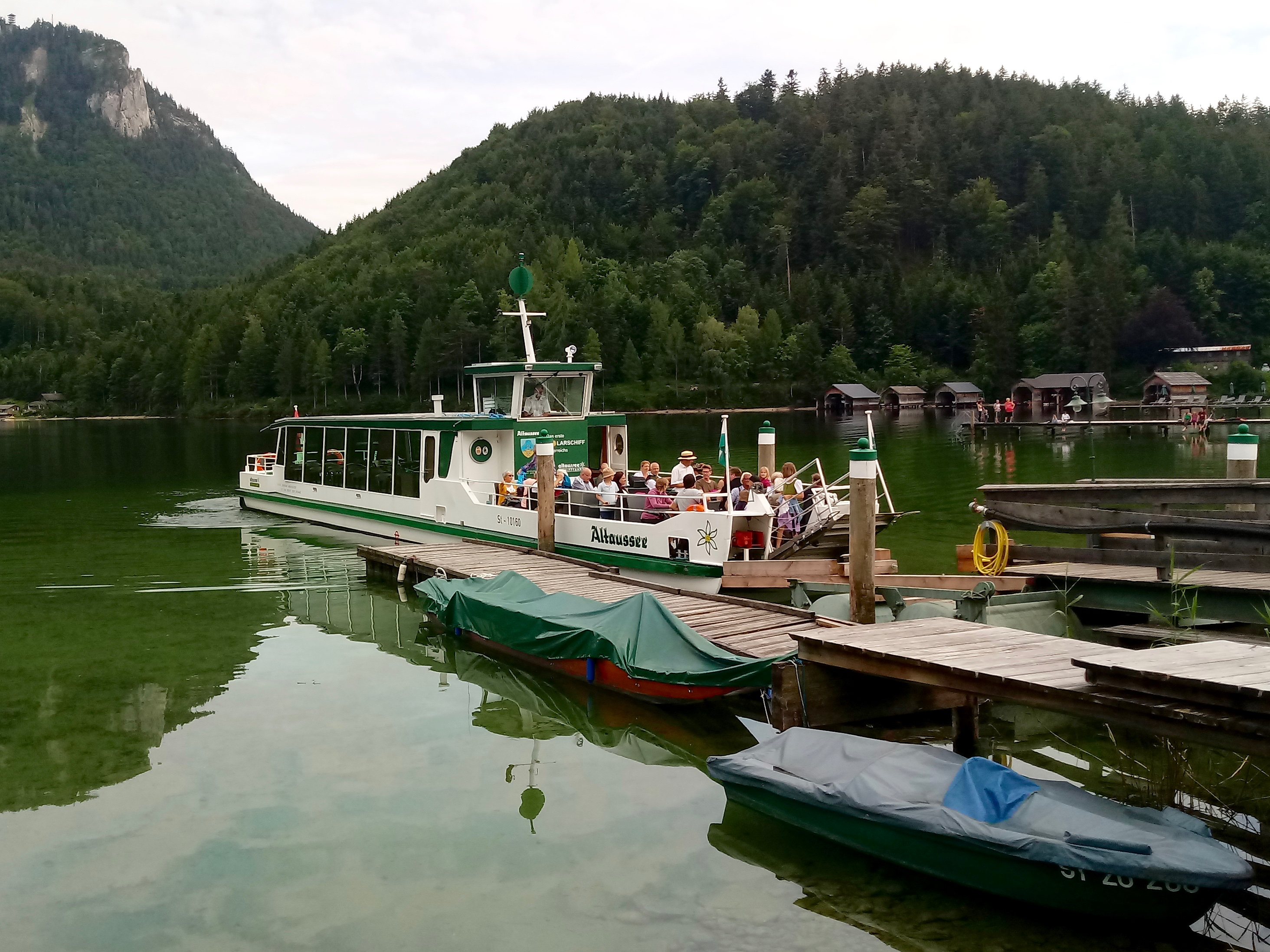
阿尔陶斯塞号，奥地利第一艘太阳能船

总部设于格蒙登的施特恩航运有限公司（Stern Schifffahrt GmbH）在阿尔陶塞湖开展航运活动。它开办有定期班次往返于阿尔陶塞镇的马德尔迈尔码头至东北岸的草甸码头之间。2011年5月7日，奥地利的第一艘太阳能动力双体船——阿尔陶斯塞号（Altaussee）在湖上投入运营。该船可容纳80名乘客。自2018年以来，施特恩公司还提供配备船夫的平底船航运服务。如同萨尔茨卡默古特境内的所有湖泊一样，在阿尔陶塞湖上也禁止船舶和小艇使用内燃机；但执行专业捕鱼、班轮运输、救护和消防的载具可以得到豁免。

### 旅游
阿尔陶塞湖景色优美，是个广受欢迎的旅游胜地。阿尔陶塞镇上的旅游基础设施发达，设有大量的旅馆和饭店。位于湖泊东北岸的草甸狩猎小屋最初为霍恩洛厄-希灵斯菲斯特家族所有，如今经营餐饮业。它在二楼辟有一个小型自然历史博物馆，重点展出阿尔陶塞湖和该地区的众多化石。在草甸南部，迪特里希·马特希茨收购了一家始建于1900年代的客栈，并于2018年5月按当地风格重建。大部分湖岸都可自由通行。公共浴场栈桥设在湖堰草场停车场和阿尔陶塞镇的湖滨公园附近。阿尔陶塞湖也适合开展滑冰和冰上滑盘运动，因为它在冬季经常完全冻结。在5月底至6月初的水仙节期间，阿尔陶塞湖每两年会举办一次划艇巡游，并展出以半花水仙饰成的雕塑。

## 历史

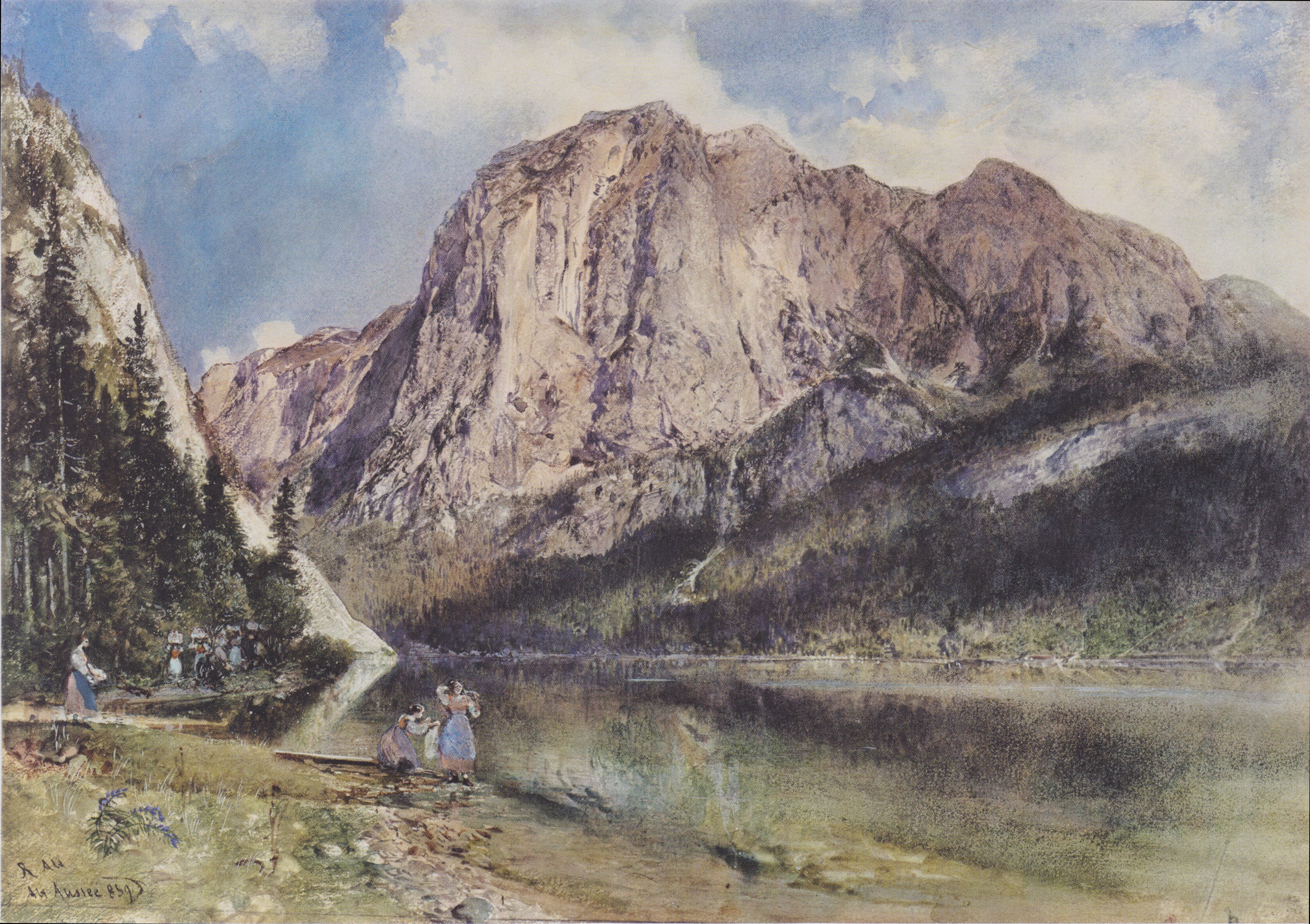
《阿尔陶塞湖与特里瑟尔万德峰》（1893年），作者：

与萨尔茨卡默古特境内的所有湖泊一样，阿尔陶塞湖的出水口也设有供木材筏运用的湖堰，因为此举可以相对较少的资源将大量的水储存在那里。它是在1561年的森林巡察志中被首度提及。一座新的堰体已于1633年交付；当时它仍然完全由木材搭建。自1781年起，湖堰改用方石重建。为了收集被冲走的木材，湖堰还有一个外围耙堆工事，大约在1300年左右建造。随着奧塞集市的酿酒业务于1867年关闭，靶子便不再使用。最后一次在特劳恩河阿尔陶塞段进行的筏运发生于1882年。湖堰极有可能是在1899年被洪水冲毁。在1897年和1899年的洪灾过后，耙堆工事最后的残留也在清淤工程期间被移除。

## 文化
随着贵族阶层迁入奥塞定居，阿尔陶塞也吸引了越来越多的作家、画家和音乐家。从19世纪中叶开始，阿尔陶塞逐渐发展成为一个“作家之乡”。拉欧尔·奥恩海默在其自传《似水年华的客栈》（Das Wirtshaus zur verlorenen Zeit）中，将湖泊比作一个墨水瓶，并写道“环坐其中的诗人们慵懒地蘸着他们的鹅毛笔”。阿尔陶塞文学博物馆也对湖泊的影响作出了说明。
阿尔陶塞湖及草甸狩猎小屋曾是2015年邦德系列电影《007：幽灵党》的取景地。

## 脚注